# UCI Europe Tour de 2023
O UCI Europe Tour de 2023 é a décima-nona edição do calendário ciclístico internacional europeu. Iniciou-se a 22 de janeiro de 2023 em Espanha , com o Grande Prêmio Valencia e finalizará a 15 de outubro de 2023 com o Chrono des Nations na França. Em princípio, disputar-se-ão 235 concorrências, outorgando pontos aos primeiros classificados das etapas e à classificação final, ainda que o calendário pode sofrer modificações ao longo da temporada com a inclusão de novas corridas ou exclusão de outras.

## Equipas
As equipas que podem participar nas diferentes corridas depende da categoria das mesmas. As equipas UCI WorldTeam e UCI ProTeam, têm cota limitada para competir de acordo ao ano correspondente estabelecido pela UCI, as equipas Equipas UCI Continentais e seleções nacionais não têm restrições de participação:
| Categoria      | Categoria                       | Equipas                                                                           |
| -------------- | ------------------------------- | --------------------------------------------------------------------------------- |
| .1             | 1.1 (Corrida de um dia)         | * UCI WorldTeam (max 50%) * UCI ProTeam * Continentais * Seleções nacionais       |
| .1             | 2.1 (Corrida de vários dias)    | * UCI WorldTeam (max 50%) * UCI ProTeam * Continentais * Seleções nacionais       |
| .2             | 1.2 (Corrida de um dia)         | * UCI ProTeam * Continentais * Seleções nacionais * Seleções regionais * Amadores |
| .2             | 2.2 (Corrida de vários dias)    | * UCI ProTeam * Continentais * Seleções nacionais * Seleções regionais * Amadores |
| .Ncup (sub-23) | 1.ncup (Corrida de um dia)      | * Seleções nacionais * Seleções mistas                                            |
| .Ncup (sub-23) | 2.ncup (Corrida de vários dias) | * Seleções nacionais * Seleções mistas                                            |

## Calendário
As seguintes são as corridas que compõem o calendário UCI Europe Tour para a temporada de 2023 aprovado pela UCI.

### Janeiro
| UCI Europe Tour de 2023 - janeiro |                                      |        |                     |                          |
| Data                              | Corrida                              | Classe | Vencedor            | Equipa                   |
| --------------------------------- | ------------------------------------ | ------ | ------------------- | ------------------------ |
| 22                                | Grande Prêmio Valencia               | 1.1    | Arnaud De Lie       | Lotto Dstny              |
| 25                                | Troféu Calviá                        | 1.1    | Rui Costa           | Intermarché-Circus-Wanty |
| 26                                | Troféu Alcudia                       | 1.1    | Marijn van den Berg | EF Education-EasyPost    |
| 27                                | Troféu Andrach                       | 1.1    | Kobe Goossens       | Intermarché-Circus-Wanty |
| 28                                | Troféu Serra de Tramuntana           | 1.1    | Kobe Goossens       | Intermarché-Circus-Wanty |
| 28                                | Grande Prêmio Aspendos               | 1.2    | Yegor Strelnikov    | Veio SKO                 |
| 29                                | Troféu Palma                         | 1.1    | Ethan Vernon        | Soudal Quick-Step        |
| 29                                | Grande Prêmio Ciclista La Marsellesa | 1.1    | Neilson Powless     | EF Education-EasyPost    |

### Fevereiro
| UCI Europe Tour de 2023 - fevereiro |                                   |        |                   |                               |
| Data                                | Corrida                           | Classe | Vencedor          | Equipa                        |
| ----------------------------------- | --------------------------------- | ------ | ----------------- | ----------------------------- |
| 1-5                                 | Estrela de Bessèges               | 2.1    | Neilson Powless   | EF Education-EasyPost         |
| 4                                   | Grande Prêmio Tempero Apollon     | 1.2    | Sergey Rostovtsev | Beykoz Belediyesi Spor Kulübü |
| 11                                  | Volta a Múrcia                    | 1.1    | Ben Turner        | Ineos Grenadiers              |
| 12                                  | Figueira Champions Classic        | 1.1    | Casper Pedersen   | Soudal Quick-Step             |
| 13                                  | Clássica Jaén Paraíso Interior    | 1.1    | Tadej Pogačar     | UAE Emirates                  |
| 17-19                               | Tour dos Alpes Marítimos e de Var | 2.1    | Kévin Vauquelin   | Arkéa Samsic                  |
| 23-26                               | O Gran Camiño                     | 2.1    | Jonas Vingegaard  | Jumbo-Visma                   |
| 28                                  | Le Samyn                          | 1.1    | Milan Menten      | Lotto Dstny                   |

### Março
| UCI Europe Tour de 2023 - março |                                      |        |                        |                             |
| Data                            | Corrida                              | Classe | Vencedor               | Equipa                      |
| ------------------------------- | ------------------------------------ | ------ | ---------------------- | --------------------------- |
| 1                               | Trofej Umag-Umag Trophy              | 1.2    | Adam Ťoupalík          | Elkov-Kasper                |
| 4                               | Grande Prêmio Criquielion            | 1.1    | Samuel Welsford        | DSM                         |
| 4                               | Tour des 100 Communes                | 1.2    | Jonathan Vervenne      | Soudal Quick-Step Devo      |
| 4                               | Ster van Zwolle                      | 1.2    | Coen Vermeltfoort      | VolkerWessels               |
| 4                               | Alanya CUP                           | 1.2    | Willie Smit            | China Glory Continental     |
| 4-5                             | Visit South Aegean Islands           | 2.2    | Jakub Otruba           | ATT Investments             |
| 5                               | Grande Prêmio Jean-Pierre Monseré    | 1.1    | Gerben Thijssen        | Intermarché-Circus-Wanty    |
| 5                               | Grande Prêmio Villa de Lillers       | 1.2    | Andreas Stokbro        | Leopard TOGT                |
| 5                               | Porec Trophy                         | 1.2    | Patryk Stosz           | Voster ATS                  |
| 9-12                            | Istrian Spring Trophy                | 2.2    | Tijmen Graat           | Jumbo-Visma Development     |
| 11                              | Grande Prêmio Internacional de Rodas | 1.2    | Eirik Lunder           | Coop-Repsol                 |
| 12                              | Tour de Drenthe                      | 1.1    | Per Strand Hagenes     | Jumbo-Visma                 |
| 12                              | Dorpenomloop Rucphen                 | 1.2    | Laurenz Rex            | Circus-ReUz-Technord        |
| 16-19                           | Volta a Rodas                        | 2.2    | António Morgado        | Hagens Berman Axeon         |
| 17                              | Youngster Coast Challenge            | 1.2U   | Warre Vangheluwe       | Soudal Quick-Step Devo      |
| 18                              | Clássica de Loire-Atlantique         | 1.1    | Axel Zingle            | Cofidis                     |
| 19                              | Grande Prêmio Cholet-Pays de Loire   | 1.1    | Laurence Pithie        | Groupama-FDJ                |
| 19                              | Per sempre Alfredo                   | 1.1    | Felix Engelhardt       | Jayco AlUla                 |
| 19                              | Grande Prêmio Eslovénia Istria       | 1.2    | Bartłomiej Proć        | Santic-Wibatech             |
| 19                              | La Popolarissima                     | 1.2    | Davide Persico         | Colpack Ballan              |
| 19                              | Clássica de Arrábida                 | 1.2    | Orluis Aular           | Caja Rural-Seguros RGA      |
| 21-25                           | Settimana Coppi e Bartali            | 2.1    | Mauro Schmid           | Soudal Quick-Step           |
| 22-26                           | Volta ao Alentejo                    | 2.2    | Orluis Aular           | Caja Rural-Seguros RGA      |
| 22-26                           | Tour de Olympia                      | 2.2    | Mathias Bregnhøj       | Leopard TOGT                |
| 23                              | GP Goriska & Vipava Valley           | 1.2    | Adam Ťoupalík          | Elkov-Kasper                |
| 26                              | Grande Prêmio Adria Mobil            | 1.2    | Tilen Finkšt           | Adria Mobil                 |
| 26                              | La Roue Tourangelle                  | 1.1    | Rory Townsend          | Bolton Equities Black Spoke |
| 26                              | Gante-Wevelgem sub-23                | 1.2U   | Gil Gelders            | Soudal Quick-Step Devo      |
| 26                              | Syedra Ancient City                  | 1.2    | Polychrónis Tzortzákis | Seleção da Grécia           |
| 31                              | Route Adélie                         | 1.1    | Fredrik Dversnes       | Uno-X                       |

### Abril
| UCI Europe Tour de 2023 - abril |                                                   |        |                        |                           |
| Data                            | Corrida                                           | Classe | Vencedor               | Equipa                    |
| ------------------------------- | ------------------------------------------------- | ------ | ---------------------- | ------------------------- |
| 1                               | Volta Limburg Classic                             | 1.1    | Kaden Groves           | Alpecin-Deceuninck        |
| 2                               | Troféu Piva                                       | 1.2U   | Giacomo Villa          | Biesse-Corrida            |
| 4-7                             | Tour da Região dos Países do Loira                | 2.1    | Alexander Kamp         | Tudor                     |
| 6-9                             | Circuito das Ardenas                              | 2.2    | Mathias Bregnhøj       | Leopard TOGT              |
| 10                              | Giro do Belvedere                                 | 1.2U   | Johannes Staune-Mittet | Jumbo-Visma Development   |
| 11-14                           | Giro de Sicília                                   | 2.1    | Alexey Lutsenko        | Astana Qazaqstan          |
| 11                              | Paris-Camembert                                   | 1.1    | Valentin Ferron        | TotalEnergies             |
| 11                              | Grande Prêmio Palio do Recioto                    | 1.2U   | Tijmen Graat           | Jumbo-Visma Development   |
| 12-16                           | Tour de Loir-et-Cher                              | 2.2    | Tim Marsman            | Metec-Solarwatt-Mantel    |
| 14                              | Clássica Grand Besançon Doubs                     | 1.1    | Victor Lafay           | Cofidis                   |
| 15                              | Tour de Jura                                      | 1.1    | Kévin Vauquelin        | Arkéa Samsic              |
| 15                              | Memorial Arno Wallaard                            | 1.2    | Rasmus Bøgh Wallin     | Restaurant Suri-Carl Ras  |
| 15                              | Liège-Bastogne-Liège sub-23                       | 1.2U   | Francesco Busatto      | Circus-ReUz-Technord      |
| 16                              | Tour de Doubs                                     | 1.1    | Jesús Herrada          | Cofidis                   |
| 16                              | Troféu Cidade de San Vendemiano                   | 1.2U   | Anders Foldager        | Biesse-Corrida            |
| 16                              | Giro da Cidade Metropolitana de Regio de Calabria | 1.1    | Jhonatan Restrepo      | GW Shimano-Sidermec       |
| 19-22                           | Belgrado-Bania Luka                               | 2.2    | Gregor Matija Černe    | mebloJOGI Pró-especifique |
| 23                              | Rutland-Melton International CiCLE Classic        | 1.2    | Luke Lamperti          | Trinity Racing            |
| 25                              | Gran Premio della Liberazione                     | 1.2U   | Alessandro Romele      | Colpack Ballan            |
| 25-1                            | Tour de Bretanha                                  | 2.2    | Simon Pellaud          | Tudor                     |
| 28-30                           | Volta às Astúrias                                 | 2.1    | Lorenzo Fortunato      | EOLO-KOMETA               |
| 28-3                            | Carpathian Couriers Race                          | 2.2U   | Gal Glivar             | Seleção da Eslovénia      |
| 30                              | Grande Prêmio Vorarlberg                          | 1.2    | Michael Boroš          | Elkov-Kasper              |

### Maio
| UCI Europe Tour de 2023 - maio |                                                  |        |                      |                              |
| Data                           | Corrida                                          | Classe | Vencedor             | Equipa                       |
| ------------------------------ | ------------------------------------------------ | ------ | -------------------- | ---------------------------- |
| 1                              | Grande Prêmio de Frankfurt sub-23                | 1.2U   | Joshua Gudnitz       | ColoQuick                    |
| 1                              | Circuito do Porto-Troféu Arvedi                  | 1.2    | Mattia Pinazzi       | Arvedi                       |
| 2-6                            | Tour da Grécia                                   | 2.1    | Iúri Leitão          | Caja Rural-Seguros RGA       |
| 6                              | Tour de Overijssel                               | 1.2    | Coen Vermeltfoort    | VolkerWessels                |
| 6                              | Sundvolden G. P.                                 | 1.2    | Ådne Holter          | Uno-X Dare Development       |
| 7                              | Ringerike G. P.                                  | 1.2    | Jack Rootkin-Gray    | Saint Piran                  |
| 7                              | Paris-Roubaix sub-23                             | 1.2U   | Tijl De Decker       | Lotto Dstny Development      |
| 7                              | Flecha das Ardenas                               | 1.2    | Menno Huising        | Jumbo-Visma Development      |
| 13                             | Grande Prêmio Herning                            | 1.2    | Mathias Norsgaard    | Seleção da Dinamarca         |
| 13                             | Tour de Finistère                                | 1.1    | Paul Penhoët         | Groupama-FDJ                 |
| 14                             | Boucles de l'Aulne                               | 1.1    | Greg Van Avermaet    | AG2R Citroën                 |
| 14                             | Tour de Fyen                                     | 1.2    | Carl-Frederik Bévort | Uno-X Dare                   |
| 14                             | Grande Premeio Indústrias do Mármore             | 1.2U   | Christian Bagatin    | Sias Rime                    |
| 17-20                          | Tour de Sakarya                                  | 2.2    | Martin Laas          | Astana Qazaqstan Development |
| 17-21                          | Flèche du Sud                                    | 2.2    | Pim Ronhaar          | Baloise-Trek Lions           |
| 18                             | Circuito da Valônia                              | 1.1    | Jordi Meeus          | Bora-Hansgrohe               |
| 20                             | Veenendaal Veenendaal Classic                    | 1.1    | Dylan Groenewegen    | Jayco AlUla                  |
| 21                             | GP Gorenjska                                     | 1.2    | Davide De Cassan     | Friuli ASD                   |
| 21                             | Volta a Colónia                                  | 1.1    | Danny van Poppel     | Bora-Hansgrohe               |
| 21                             | Antwerp Port Epic                                | 1.1    | Dries De Bondt       | Alpecin-Deceuninck           |
| 22-26                          | Tour da Albânia                                  | 2.2    | Maximilian Stedman   | Velo Schils Interbike Racing |
| 24-28                          | Alpes Isère Tour                                 | 2.2    | Lennert Van Eetvelt  | Lotto Dstny Development      |
| 25-28                          | Tour da Mirabelle                                | 2.2    | Jonas Geens          | Tarteletto-Isorex            |
| 26-27                          | Tour da Estónia                                  | 2.1    | Rasmus Bøgh Wallin   | Restaurant Suri-Carl Ras     |
| 26-28                          | Grande Prêmio de Fronteiras e a Serra da Estrela | 2.2    | Artem Nych           | Glassdrive Q8 Anicolor       |
| 27                             | Clássica Van Merksteijn Fences                   | 1.1    | Caleb Ewan           | Lotto Dstny                  |
| 27                             | Grande Prêmio Santa Rita                         | 1.2    | Giosuè Epis          | Zalf Euromobil Désirée Fior  |
| 28                             | Troféu Cidade de Castelfidardo                   | 1.2    | Matteo Pongiluppi    | Sias Rime                    |
| 29                             | Tour de Limburgo                                 | 1.1    | Gerben Thijssen      | Intermarché-Circus-Wanty     |
| 29                             | Paris-Troyes                                     | 1.2    | Gwen Leclainche      | Philippe Wagner Cycling      |
| 30                             | Mercan'Tour Classic Alpes-Maritimes              | 1.1    | Richard Carapaz      | EF Education-EasyPost        |

### Junho
| UCI Europe Tour de 2023 - junho |                                                   |        |                        |                                    |
| Data                            | Corrida                                           | Classe | Vencedor               | Equipa                             |
| ------------------------------- | ------------------------------------------------- | ------ | ---------------------- | ---------------------------------- |
| 1-4                             | Tour de Malopolska                                | 2.2    | Márton Dina            | ATT Investments                    |
| 1-4                             | Tour de Alta Áustria                              | 2.2    | Luca Vergallito        | Alpecin-Deceuninck Development     |
| 1-4                             | Ronde de l'Oise                                   | 2.2    | Frank van den Broek    | ABLOC CT                           |
| 2                               | Troféu Alcide Degasperi                           | 1.2    | Davide De Pretto       | Zalf Euromobil Désirée Fior        |
| 2                               | Giro dos Apeninos                                 | 1.1    | Marc Hirschi           | UAE Emirates                       |
| 3                               | Flecha de Heist                                   | 1.1    | Olav Kooij             | Jumbo-Visma                        |
| 4                               | Memorial Philippe Van Coningsloo                  | 1.2    | Gianluca Pollefliet    | Lotto Dstny Development            |
| 4                               | Coppa della Pace                                  | 1.2U   | Matteo Scalco          | Green Project-Bardiani CSF-Faizanè |
| 7-11                            | Aziz Shusha                                       | 2.2    | Emanuele Ansaloni      | Technipes #inEmiliaRomagna         |
| 9                               | G. P. Kanton Aargau                               | 1.1    | Thibau Nys             | Trek-Segafredo                     |
| 9-11                            | Tour de Eure e Loir                               | 2.2    | Noa Isidore            | CIC Ou Nantes Atlantique           |
| 10-11                           | Kırıkkale Road Race                               | 2.2    | Nikiforos Arvanitou    | Seleção da Grécia                  |
| 11                              | Elfstedenronde                                    | 1.1    | Jasper Philipsen       | Alpecin-Deceuninck                 |
| 11-18                           | Giro Next Gene                                    | 2.2U   | Johannes Staune-Mittet | Jumbo-Visma Development            |
| 15-18                           | Estrada de Occitânia                              | 2.1    | Michael Woods          | Israel-Premier Tech                |
| 16-18                           | Tour do Pays de Montbéliard                       | 2.2    | Sten Van Gucht         | Bourg-en-Bresse Ain Cyclisme       |
| 28-1                            | Corrida da Solidariedade e dos Campeões Olímpicos | 2.2    | Siim Kiskonen          | Tartu2024                          |

### Julho
| UCI Europe Tour de 2023 - julho |                                           |        |                    |                                    |
| Data                            | Corrida                                   | Classe | Vencedor           | Equipa                             |
| ------------------------------- | ----------------------------------------- | ------ | ------------------ | ---------------------------------- |
| 2                               | Giro do Meio Brenta                       | 1.2    | Giulio Pellizzari  | Green Project-Bardiani CSF-Faizanè |
| 2                               | Midden Brabant-Poort Omloop               | 1.2    | Thimo Willems      | VolkerWessels                      |
| 2-6                             | Volta à Áustria                           | 2.1    | Jhonatan Narváez   | Ineos Grenadiers                   |
| 4                               | Troféu Cidade de Brescia                  | 1.2    | Federico Guzzo     | Zalf Euromobil Désirée Fior        |
| 6-9                             | Tour de Sibiu                             | 2.1    | Mark Donovan       | Q36.5                              |
| 8                               | Visegrad 4 Kerekparverseny                | 1.2    | Adam Ťoupalík      | Elkov-Kasper                       |
| 8                               | Grande Prêmio Erciyes                     | 1.2    | Maximilian Stedman | Beykoz Belediyesi Spor Kulübü      |
| 9                               | Visegrad 4 Bicycle Race-GP Slovakia       | 1.2    | Maciej Paterski    | Voster ATS                         |
| 12-16                           | Giro do Vale de Aosta                     | 2.2U   | Darren Rafferty    | Hagens Berman Axeon                |
| 13-16                           | Troféu Joaquim Agostinho                  | 2.2    | Mauricio Moreira   | Glassdrive Q8 Anicolor             |
| 14-16                           | Grande Prêmio Ciclista de Gemenc          | 2.2    | Filip Řeha         | Elkov-Kasper                       |
| 19                              | Clássica SD WORX BW                       | 1.2    | Milan Fretin       | Flanders-Baloise                   |
| 22                              | Visegrad 4 Bicycle Race-GP Poland         | 1.2    | Itamar Einhorn     | Seleção de Israel                  |
| 23                              | Visegrad 4 Bicycle Race-GP Czech Republic | 1.2    | Adam Ťoupalík      | Elkov-Kasper                       |
| 23                              | Copa Max Ausnit                           | 1.2    | Nicolás Tivani     | Corratec-Selle Italia              |
| 23                              | Grande Prêmio da Villa de Pérenchies      | 1.2    | Rait Ärm           | Van Rysel-Roubaix Lille Métropole  |
| 23                              | Grande Prêmio de Kranj                    | 1.2    | Edoardo Zamperini  | Zalf Euromobil Désirée Fior        |
| 25                              | Clássica de Ordizia                       | 1.1    | Marc Hirschi       | UAE Emirates                       |
| 25                              | Memoriał Andrzeja Trochanowskiego         | 1.2    | Itamar Einhorn     | Seleção de Israel                  |
| 26-27                           | Volta a Castela e Leão                    | 2.1    | Eduardo Sepúlveda  | Lotto Dstny                        |
| 26-29                           | Dookoła Mazowsza                          | 2.2    | Oded Kogut         | Seleção de Israel                  |
| 26-30                           | Tour de Alsacia                           | 2.2    | Sebastian Berwick  | Israel Premier Tech Academy        |
| 27-30                           | Tour da República Checa                   | 2.1    | Florian Lipowitz   | Bora-Hansgrohe                     |
| 28-31                           | Kreiz Breizh Elites                       | 2.2    | Hartthijs de Vries | TDT-Unibet                         |
| 30                              | Circuito de Guecho                        | 1.1    | Alexey Lutsenko    | Astana Qazaqstan                   |
| 30                              | Puchar Ministra Obrony Narodowej          | 1.2    | Bartosz Rudyk      | Voster ATS                         |
| 30                              | Grande Prêmio Kültepe                     | 1.2    | Daniil Marukhin    | Veio SKO                           |
| 31-2                            | Tour de l'Ain                             | 2.1    | Michael Storer     | Groupama-FDJ                       |

### Agosto
| UCI Europe Tour de 2023 - agosto |                                         |        |                      |                                    |
| Data                             | Corrida                                 | Classe | Vencedor             | Equipa                             |
| -------------------------------- | --------------------------------------- | ------ | -------------------- | ---------------------------------- |
| 1-5                              | Tour do 100.º Aniversário da República  | 2.2    | Mengis Petros        | Beykoz Belediyesi Spor Kulübü      |
| 4-13                             | Tour de Guadalupe                       | 2.2    | Benjamin Le Ny       | Uni Sport Lamentinois              |
| 8-12                             | Tour de Szeklerland                     | 2.2    | Martin Messner       | WSA KTM Graz p/b Leomo             |
| 9-20                             | Volta a Portugal                        | 2.1    |                      |                                    |
| 12                               | Memoriał Henryka Łasaka                 | 1.2    | Michael Kukrle       | Felbermayr-Simplon Wels            |
| 13                               | Memoriał Jana Magiery                   | 1.2    | Michael Kukrle       | Felbermayr-Simplon Wels            |
| 13                               | Polynormande                            | 1.1    | Arnaud De Lie        | Lotto Dstny                        |
| 13                               | Grande Prêmio Sportivi di Poggiana      | 1.2U   | Nicolò Pettiti       | Sias Rime                          |
| 15                               | Tour de Lovaina-Memorial Jef Scherens   | 1.1    | Arnaud De Lie        | Lotto Dstny                        |
| 15-18                            | Tour de Limusino                        | 2.1    | Romain Grégoire      | Groupama-FDJ                       |
| 16                               | Grande Prêmio Capodarco                 | 1.2U   | Matteo Ambrosini     | Colpack Ballan CSB                 |
| 18-20                            | Baltic Chain Tour                       | 2.2    | Rait Ärm             | Seleção da Estónia                 |
| 19                               | Druivenkoers Overijse                   | 1.1    | Victor Campenaerts   | Lotto Dstny                        |
| 19                               | Grande Prêmio Kaisarena                 | 1.2    | Anatoliy Budyak      | Terengganu Polygon                 |
| 20                               | Egmont Cycling Race                     | 1.1    | Jasper De Buyst      | Lotto Dstny                        |
| 22-25                            | Tour Poitou-Charentes em Nova Aquitania | 2.1    | Søren Wærenskjold    |                                    |
| 25-27                            | Tour de Yigido                          | 2.2    | Maximilian Stedman   | Beykoz Belediyesi Spor Kulübü      |
| 26-31                            | Volta à Bulgária                        | 2.2    | Michal Schuran       | ATT Investments                    |
| 27                               | Ronde van de Achterhoek                 | 1.2    | Martijn Rasenberg    | ABLOC CT                           |
| 30                               | Clássica do Muro de Geraardsbergen      | 1.2    | Filippo Magli        | Green Project-Bardiani CSF-Faizanè |
| 31-2                             | Flanders Tomorrow Tour                  | 2.2U   | Jakob Söderqvist     | Seleção da Suécia                  |
| 31-3                             | Giro do Friuli Venezia Giulia           | 2.2    | Francesco Galimberti | Biesse-Carrera                     |

### Setembro
| UCI Europe Tour de 2023 - setembro |                            |        |                              |                             |
| Data                               | Corrida                    | Classe | Vencedor                     | Equipa                      |
| ---------------------------------- | -------------------------- | ------ | ---------------------------- | --------------------------- |
| 2                                  | Lillehammer GP             | 1.2    | Christian Ingemann Lindquist | Restaurant Suri-Carl Ras    |
| 2-23                               | In The Steps of Romans     | 2.2    | Filippo Fortin               | Maloja Pushbikers           |
| 3                                  | Gylne Gutuer               | 1.2    | Andreas Stokbro              | Leopard TOGT                |
| 3                                  | Gran Premio de Plouay      | 1.2    | Pierre Thierry               | Morbihan Fybolia GOA        |
| 7-9                                | Tour de Kosovo             | 2.2    | Nicolò Garibbo               | Gragnano Sporting Club      |
| 7-10                               | Volta à Boémia do Sul      | 2.2    | Martin Solhaug Hansen        | Uno-X Dare Development      |
| 7-10                               | Tour de Van                | 2.2    | Daniil Marukhin              | Seleção do Cazaquistão      |
| 10                                 | Grand Prix de la Somme     | 1.2    | Bastien Pichon               | ESEG Douai                  |
| 13                                 | Giro de Toscana            | 1.1    | Pavel Sivakov                | INEOS Grenadiers            |
| 13-17                              | Tour da Eslováquia         | 2.1    | Rémi Cavagna                 | Soudal Quick-Step           |
| 15                                 | Campeonato de Flandes      | 1.1    | Jasper Philipsen             | Alpecin-Deceuninck          |
| 16                                 | Memorial Marco Pantani     | 1.1    | Alexey Lutsenko              | Astana Qazaqstan            |
| 17                                 | Gooikse Pijl               | 1.1    | Jasper Philipsen             | Alpecin-Deceuninck          |
| 17                                 | Grande Prêmio de Isbergues | 1.1    | Matteo Moschetti             | Q36.5                       |
| 17                                 | Gran Premio Rik Van Looy   | 1.2    | Rasmus Bøgh Wallin           | Restaurant Suri-Carl Ras    |
| 17                                 | Troféu Matteotti           | 1.1    | Sjoerd Bax                   | UAE Emirates                |
| 20                                 | Circuito de Houtland       | 1.1    | Gerben Thijssen              | Intermarché-Circus-Wanty    |
| 24                                 | Paris-Chauny               | 1.1    | Jasper Philipsen             | Alpecin-Deceuninck          |
| 26                                 | Ruota d'Oro                | 1.2U   | Gil Gelders                  | Soudal Quick-Step Devo      |
| 26-1                               | CRO Race                   | 2.1    | Orluis Aular                 | Caja Rural-Seguros RGA      |
| 28                                 | Coppa Agostoni             | 1.1    | Davide Formolo               | UAE Emirates                |
| 28-1                               | Tour de Estambul           | 2.2    | Gustav Wang                  | Restaurant Suri-Carl Ras    |
| 30                                 | Grand Prix Pino Cerami     | 1.2    | James Fouché                 | Bolton Equities Black Spoke |

### Outubro
| UCI Europe Tour de 2023 - outubro |                            |        |                        |                         |
| Data                              | Corrida                    | Classe | Vencedor               | Equipa                  |
| --------------------------------- | -------------------------- | ------ | ---------------------- | ----------------------- |
| 1                                 | Piccolo Giro de Lombardia  | 1.2U   | William Junior Lecerf  | Soudal Quick-Step Devo  |
| 1                                 | Famenne Ardenne Classic    | 1.1    | Arnaud De Lie          | Lotto Dstny             |
| 1                                 | Tour de Vendée             | 1.1    | Arnaud Démare          | Arkéa Samsic            |
| 3                                 | Binche-Chimay-Binche       | 1.1    | Luca Mozzato           | Arkéa Samsic            |
| 3                                 | Coppa Città di San Daniele | 1.2    | Archie Ryan            | Jumbo-Visma Development |
| 4                                 | Elfstedenrace              | 1.1    | Jasper Philipsen       | Alpecin-Deceuninck      |
| 5                                 | Paris-Bourges              | 1.1    | Arnaud Démare          | Arkéa Samsic            |
| 8                                 | Paris-Tours sub-23         | 1.2U   | Sakarias Koller Løland | Uno-X Dare Development  |
| 8-15                              | Volta à Turquia            | 2.1    | Alexey Lutsenko        | Astana Qazaqstan        |
| 15                                | Chrono des Nations sub-23  | 1.2U   | Kacper Gieryk          | JEGG-DJR Academy        |
| 15                                | Chrono des Nations         | 1.1    | Joshua Tarling         | INEOS Grenadiers        |